# The Verve
The Verve – brytyjski zespół z nurtu rocka alternatywnego działający w latach 1989-1999, reaktywowany w roku 2007. Charakterystycznym elementem stylu zespołu są dźwięki psychodeliczne, szczególnie w nagraniach z początkowego okresu.

## Historia
Zespół został założony w Wigan (Anglia) w 1989 przez wokalistę Richarda Ashcrofta, gitarzystę Nicka McCabe'a, basistę Simona Jonesa i perkusistę Petera Salisbury'ego. Zadebiutowali w roku 1992 singlem All In the Mind, wysoko plasując się na listach niezależnych.
Debiutancki album A Storm in Heaven był wysoko ceniony przez krytykę, lecz nie zyskał szerokiej popularności – tę zyskali dopiero wydając kolejne dwa albumy (A Northern Soul w 1995 oraz Urban Hymns w 1997). Pod koniec lat 90. uznawani przez krytykę za jeden z najbardziej innowacyjnych i wpływowych zespołów brytyjskich, szczególnie po wydaniu albumu Urban Hymns w 1997 z największym przebojem zespołu: Bitter Sweet Symphony. Utwór ten zawiera sampel z symfonicznej wersji The Last Time grupy The Rolling Stones.
Na początku roku 1999, będąc u szczytu popularności, zespół uległ niespodziewanemu rozpadowi, spowodowanemu serią ostrych kłótni między muzykami. Frontman zespołu – Richard Ashcroft rozpoczął karierę solową, która zaowocowała wydaniem trzech płyt:Alone With Everybody (2000), Human Conditions (2002) oraz Keys To The World (2006).
W 2007 roku muzycy podjęli decyzję o reaktywacji The Verve. 18 sierpnia 2008 roku ukazał się czwarty album w dorobku grupy, zatytułowany Forth. Krążek promował singiel Love Is Noise, a The Verve koncertowali na letnich festiwalach.

## Skład

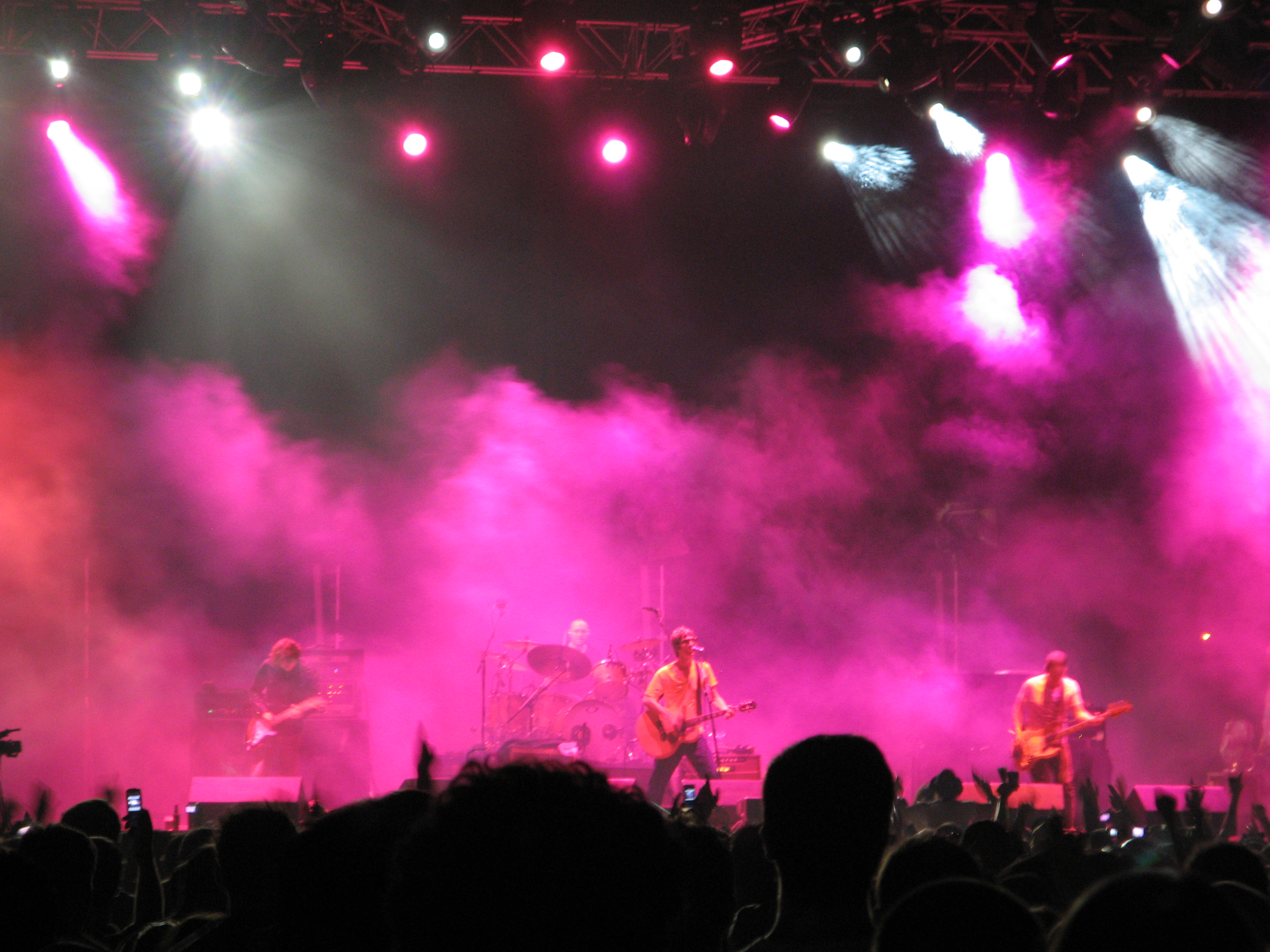
Koncert w lipcu 2008 r.

- Richard Ashcroft – wokalista, kompozytor większości utworów (1989-1999)
- Nick McCabe – gitara (1989-1995, 1997-1998)
- Simon Jones – gitara basowa (1989-1999)
- Peter Salisbury – perkusja (1989-1999)

### Muzycy współpracujący
- Simon Tong – gitara (1996-1999)
- B.J. Cole – gitara (1998-1999)

## Dyskografia

### Albumy
- Verve EP (1992)
- A Storm in Heaven (1993; #27 na UK Top 40)
- A Northern Soul (1995; #13 na UK Top 40
- Urban Hymns (1997; #1 na UK Top 40
- Forth (2008; #1 na UK Top 40

### Składanki
- No Come Down (strony B singli; 1994)
- This is Music: The Singles 92-98 (1 listopada 2004; #15 na UK Top 40

### Single
- All In The Mind (9 marca 1992)
- She's A Superstar (22 czerwca 1992)
- Gravity Grave (5 października 1992)
- Blue (10 maja 1993)
- Slide Away (20 września 1993)
- This Is Music (1 maja 1995)
- On Your Own (12 czerwca 1995)
- History (18 września 1995)
- Bitter Sweet Symphony (16 czerwca 1997; #2 na UK Top 40
- The Drugs Don't Work (1 września 1997; #1 na UK Top 40
- Lucky Man (24 listopada 1997; #7 na UK Top 40
- Sonnet (2 marca 1998)
- Love is Noise (4 sierpnia 2008)
- Rather Be (17 listopada 2008)